# Damian Nam Myŏng-hyŏg
Św. Damian Nam Myŏng-hyŏg (ko. 남명혁 다미아노) (ur. 1802 r. w Munan, Korea – zm. 24 maja 1839 r. w Seulu) – katechista, męczennik, święty Kościoła katolickiego.

## Życiorys
Damian Nam Myŏng-hyŏg pochodził ze szlacheckiej rodziny. Został ochrzczony w wieku ok. 30 lat przez chińskiego księdza Pacyfika Yu Pang-je. Damian Nam Myŏng-hyŏg został katechistą i w swoim domu uczył religii. Pomagał sąsiadom i chorym, czym zyskał sobie ich szacunek. Na początku 1839 r. w Korei zaczęły się prześladowania katolików. Jako katechista Damian Nam Myŏng-hyŏg został aresztowany razem z rodziną. W ręce prześladowców dostały się przechowywane w jego domu szaty liturgiczne francuskiego biskupa misyjnego Imberta, jego mitra i brewiarz. By chronić biskupa, Damian Nam Myŏng-hyŏg stwierdził, że rzeczy te należały do zamęczonego w 1801 r. ojca Zhou Wenmo. Władze udały, że wierzą w to tłumaczenie z obawy przed komplikacjami, które mogły wyniknąć z aresztowania cudzoziemca. Ponieważ Damian Nam Myŏng-hyŏg odmówił wyrzeczenia się wiary oraz wydania innych katolików, poddano go torturom. 24 maja 1839 r. został ścięty w Seulu w miejscu straceń za Małą Zachodnią Bramą razem z 8 innymi katolikami (Magdaleną Kim Ŏb-i, Anną Pak A-gi, Agatą Yi So-sa, Agatą Kim A-gi, Augustynem Yi Kwang-hŏn, Barbarą Han A-gi, Łucją Pak Hŭi-sun i Piotrem Kwŏn Tŭg-in). Jego żona Maria Yi Yŏn-hŭi poniosła śmierć męczeńską za wiarę 3 września 1839 roku.

## Dzień obchodów
20 września (w grupie 103 męczenników koreańskich).

## Proces beatyfikacyjny i kanonizacyjny
Beatyfikowany 5 lipca 1925 r. przez Piusa XI, kanonizowany 6 maja 1984 r. przez Jana Pawła II w grupie 103 męczenników koreańskich.